# Silvia Ziche
Silvia Ziche (née à Thiene le 5 juillet 1967) est une dessinatrice italienne de bandes dessinées .

## Biographie
Silvia Ziche collabore  avec Disney Italie, notamment pour le magazine hebdomadaire Topolino où elle a débuté en 1991. À l'époque, Carpi suivait les jeunes auteurs Disney.
Ses débuts en tant qu'auteur à temps plein ont eu lieu dans Linus.
Outre ses histoires, elle crée depuis 2007 les dessins animés « Che aria tira… » . Elle a également collaboré avec des magazines comme Linus, Comix et Cuore, ainsi que Smemoranda en créant des dessins satiriques en collaboration avec Maurizio Minoggio. Parmi ses œuvres « non Disney », figure série « Alice ». Une autre série, consacrée à « Chester Soup », paraît en annexe du MM Mickey Mouse Mystery Magazine.
Ses collaborations incluent également les séries Angus Tales et Trip's Strip qui est apparue en annexe du projet au format bande dessinée Powerduck. Pour cette série, elle a également créé l'épisode complet Moteur/Action.Depuis 2006, elle collabore avec Donna Moderna (it) où apparaissent les bandes dessinées de son nouveau personnage Lucrezia et de ses crises sentimentales.
En 2010, le livre Tra paperi e amori lo specchio deformante (Entre papiers et amours, le miroir déformant), publié par Coniglio Editore et publié dans la série Lezioni di Fumetto, lui est dédié. Ses collaborations, outre Tito Faraci et Vincenzo Cerami, comprennent également des histoires avec François Corteggiani et Carlo Gentina (it).

## Œuvres

### Livres
- Alice a quel Paese, RCS MediaGroup (collana Poket Glénat), 1992,  (ISBN 9788878111493).
- Infierno, Phoenix Editore, 1999,  (ISBN 9788886435819) - sceneggiatura di Tito Faraci.
- Olimpo Spa, Giulio Einaudi Editore (collana Stile Libero), 2000,  (ISBN 9788806156299) - avec Vincenzo Cerami.
- Olimpo Spa caccia grossa, Einaudi (collana Stile Libero), 2004,  (ISBN 9788806162146) - avec Vincenzo Cerami.
- Amore Mio, Arnoldo Mondadori Editore, 2004,  (ISBN 9788804528814) - avec la participation de Luciana Littizzetto.
- Due, Lizard, 2006,  (ISBN 9788888545868).
- San Francisco e santa pazienza. Diario di un viaggio, Lizard, 2007,  (ISBN 9788861670907)
- Prove tecniche di megalomania, Rizzoli Lizard, 2009,  (ISBN 9788817035286).
- Lucrezia, Rizzoli Lizard, 2010,  (ISBN 9788817042420).
- È tutto sotto controllo, Edizioni BD, 2011,  (ISBN 9788861238855).
- Disney d'autore. Silvia Ziche, Disney Libri, 2011,  (ISBN 9788852213281)
- Lucrezia 2. La donna perfetta non esiste. Io sì, Edizioni BD, 2012,  (ISBN 9788866347262).
- Lucrezia e Alice a Quel Paese, Rizzoli Lizard, 2013,  (ISBN 9788817069656).
- 100% Lucrezia. Dieci anni e non sentirli, Rizzoli Lizard, 2014,  (ISBN 9788817076463).
- Un ex è per sempre, Rizzoli Lizard, 2015,  (ISBN 9788817084185).
- ... E noi dove eravamo?, Feltrinelli Comics, 2018,  (ISBN 9788807550096).
- L'allegra vita della quote rosa, Feltrinelli Comics, 2019,  (ISBN 9788807550294)
- Lucrezia Tutta o quasi, Feltrinelli Comics, 2020,  (ISBN 9788807550614)
- Diabolik Sottosopra, Éditions Feltrinelli Comics, 2021,  (ISBN 9788807550904)
- La gabbia, Feltrinelli Comics, 2022,  (ISBN 9788807551222).
- Nuove prove tecniche di megalomania, Feltrinelli Comics, 2023,  (ISBN 9788807551505).

## Distinctions

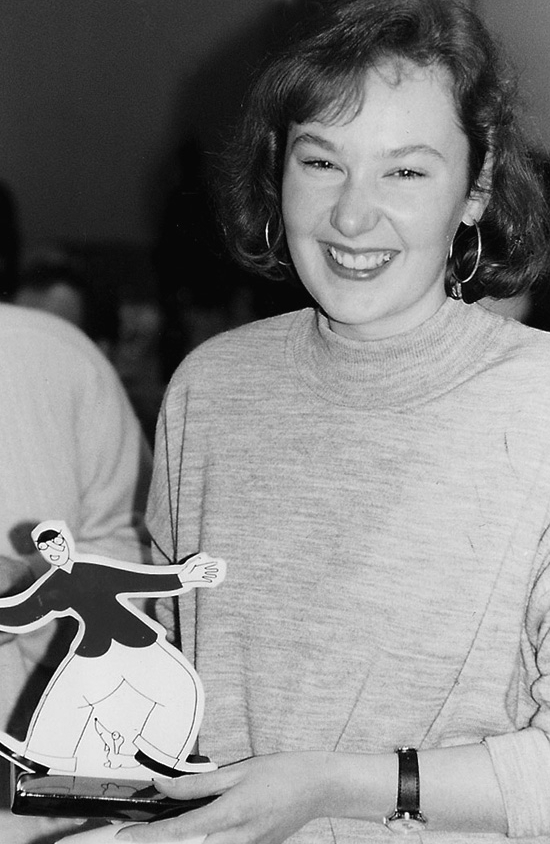
Silvia Ziche avec le prix Bonaventura au Treviso Comics de 1993

- Prix Bonaventura a TrevisoComics en 1993[2].
- Prix Fumo di China comme meilleur jeune auteur humoristique (1993).
- En 1996 le prix Lisca di Pesce du Jacovitti Club de Rome.
- En 1997 le Topolino d'Oro (it) comme meilleur scénariste Disney grâce à son Papernovela.
- En 1997, la Pantera du salon Comics de Lucques Lucca comme meilleur jeune auteur[3].
- Ses dessins ont été exposés dans diverses expositions, dont certaines lui ont été expressément dédiées ainsi qu'à l'auteur des textes de ses caricatures satiriques, Maurizio Minoggio, comme celle du Festival della Satira Politica à Forte dei Marmi en 1993.
- Prix Yellow-Kid au Salone Internazionale dei Comics de 2000.
- En 2015, elle remporte le Premio Papersera (it).
- En 2019, elle remporte le prix du « meilleur auteur complet » lors de la cérémonie du Référendum Annuel Anafi (Association Nationale des Amis de la Bande Dessinée et de l'Illustration).